# آبل (حمص)
آبل، قرية تتبع ناحية مركز حمص التابعة لمنطقة حمص في محافظة حمص في سوريا. تقع جنوب غرب مدينة حمص.